# Omertà
| Оценки критиков | Оценки критиков |
| Источник        | Оценка          |
| --------------- | --------------- |
| About.com       | [ 1 ]           |
| Thrash Hits     | [ 2 ]           |
| AllMusic        | ссылка          |

Omertà — дебютный полноформатный студийный альбом американской грув-метал супергруппы Adrenaline Mob, выпущен 13 марта 2012 года в США лейблом Elm City Music, и 19 марта в Европе фирмой Century Media Records. Диск был спродюсирован самой группой Adrenaline Mob и смикширован Джеем Растоном.

## Список композиций
| №   | Название                                            | Длительность |
| --- | --------------------------------------------------- | ------------ |
| 1.  | «Undaunted»                                         | 4:44         |
| 2.  | «Psychosane»                                        | 4:37         |
| 3.  | «Indifferent»                                       | 4:30         |
| 4.  | «All on the Line»                                   | 4:20         |
| 5.  | «Hit the Wall»                                      | 6:32         |
| 6.  | «Feelin' Me»                                        | 3:55         |
| 7.  | «Come Undone» (feat. Lzzy Hale) (Duran Duran cover) | 4:50         |
| 8.  | «Believe Me»                                        | 3:59         |
| 9.  | «Down to the Floor»                                 | 3:33         |
| 10. | «Angel Sky»                                         | 4:25         |
| 11. | «Freight Train»                                     | 4:13         |

## Хит-парад
| Хит-парад        | Позиция |
| ---------------- | ------- |
| US Billboard 200 | 70      |

## Участники записи
Adrenaline Mob
- Рассел Аллен — вокал
- Джон Мойер — бас-гитара
- Майк Портной — ударные
- Майк Орландо — гитара

Приглашённые музыканты
- Лиззи Хэйл (Halestorm) — вокал в композиции «Come Undone»